# Воссоединение семейки Аддамс
«Воссоедине́ние семе́йки А́ддамс» (англ. Addams Family Reunion) — комедийный фильм 1998 года про семейку Аддамс. Весь актёрский состав первых двух полнометражных фильмов, кроме Карела Стрёйкена и Кристофера Харта, сыгравших во всех трёх фильмах дворецкого Ларча и Вещь, был заменён.

## Сюжет
К Аддамсам приезжают дедушка и бабушка Фестера и Гомеса, которые вдруг становятся обычными людьми — поют песни, сажают цветы и радуются солнцу. Фестер находит описание этой болезни в колдовской книге и узнаёт, что лекарства от неё не существует.
Посылка, принесённая почтальоном, оказывается книгой, содержащей всю родословную Аддамсов и их генеалогическое древо. Гомес созывает семейный совет, чтобы сообщить, что они отправляются на семейную встречу. Также в родословной Аддамсов Гомес находит доктора, который, по его мнению, может излечить его с Фестером бабушку с дедушкой.

## Актёрский состав
Только Карел Стрёйкен и Кристофер Харт (Ларч и Вещь) сыграли в двух прошлых фильмах. Остальных актёров заменили (Рауль Хулия умер и на роль Гомеса взяли Тима Карри).

### Основные персонажи
- Дэрил Ханна — Мортиша Аддамс
- Тим Карри — Гомес Аддамс
- Николь Фуджере — Уэнздей Аддамс
- Джерри Мессинг — Пагзли Аддамс
- Патрик Томас — Фестер Аддамс
- Карел Стрёйкен — Ларч
- Кристофер Харт — Вещь

### Второстепенные персонажи
- Элис Гостли — бабушка Фрамп
- Кевин Маккарти — дедушка Аддамс
- Эстель Харрис — бабушка Аддамс
- Хейли Дафф — Джина Аддамс
- Фил Фондакаро — кузен Итт
- Эд Бегли-Младший — доктор Филипп Аддамс
- Рэй Уолстон — Уолтер Аддамс
- Дайан Делано — Долорес Аддамс
- Хейди Ленхарт — Мелинда Аддамс
- Роджер Халстон — Джефф Аддамс
- Логан Роббинс — Стиви